# Hochdorf Holding
Die Hochdorf Holding, häufig als Hochdorf-Gruppe bezeichnet, ist eine Schweizer Holding-Gesellschaft mit Sitz in Hochdorf. Die Tochtergesellschaft Hochdorf Swiss Nutrition ist mit Stand des Jahres 2022 in Bezug auf die verarbeitete Milchmenge die viertgrösste Molkerei in der Schweiz. Per 31. Dezember 2021 beschäftigte die Unternehmensgruppe 387 Mitarbeitende und erwirtschaftete einen konsolidierten Netto-Verkaufserlös von 303,5 Millionen Schweizer Franken. Die Hochdorf Holding gehört zu den 500 grössten Unternehmen in der Schweiz. Die Hochdorf-Aktien sind seit dem 17. Mai 2011 an der SIX Swiss Exchange kotiert.
Im September 2024 haben die Aktionäre u. a. dem Verkauf der Hochdorf Swiss Nutrition AG (operatives Geschäft der Holding) zugestimmt, ebenso dem Namenswechsel auf HOCN AG sowie der Dekotierung der Namenaktien von der Schweizer Börse.

## Tätigkeitsgebiet

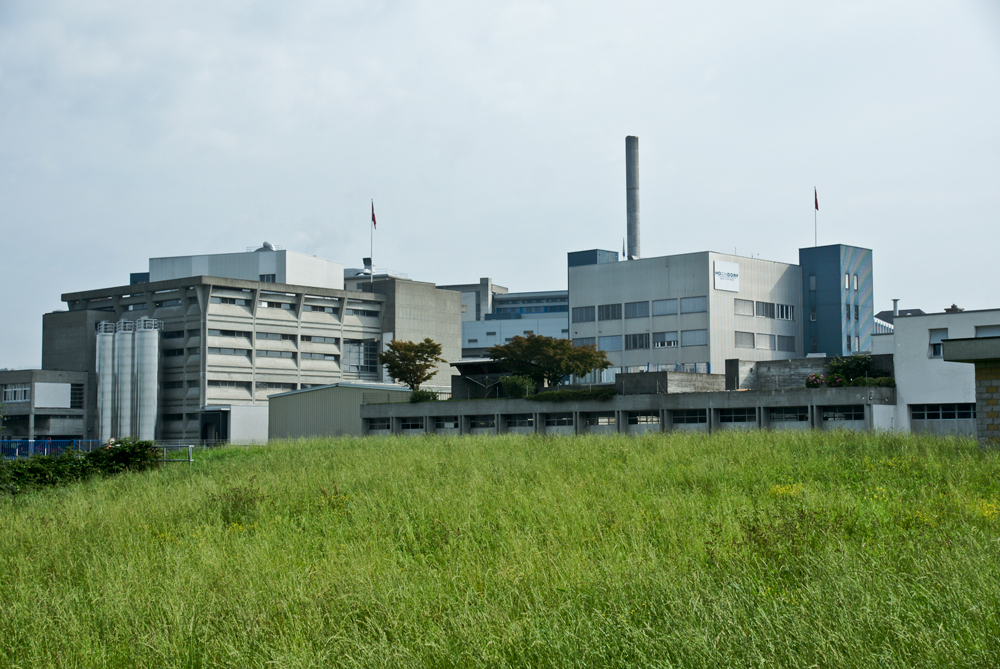
Produktionsstandort Hochdorf LU

Die Hochdorf-Gruppe produziert unter anderem Milchpulver, Kindernahrung, Sport- und Diätprodukte sowie weitere milchbasierte Ingredienzen. Die Herstellung erfolgt an den Standorten Hochdorf und Sulgen.

## Geschichte

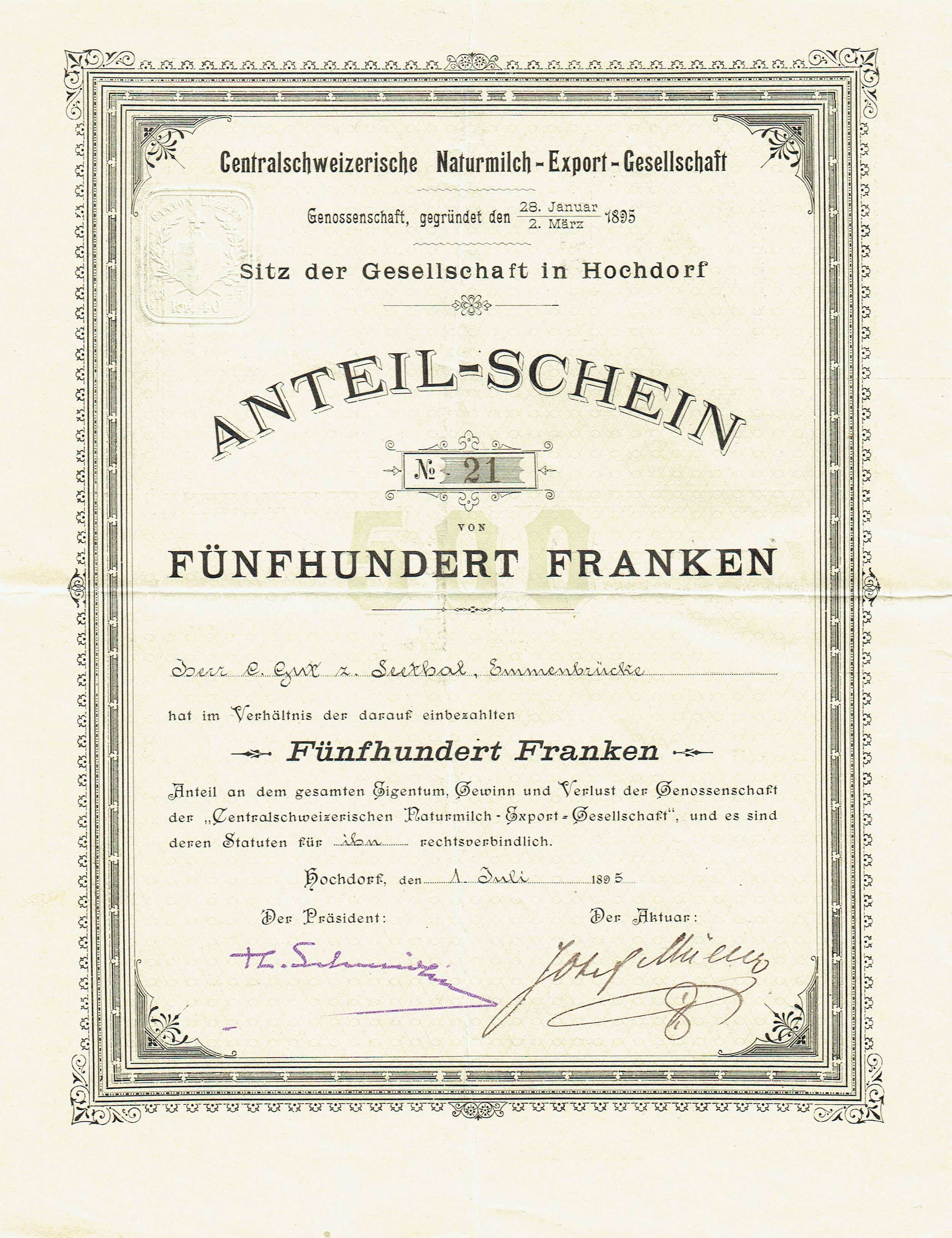
Anteilschein über 500 Franken der Centralschweizerischen Naturmilch-Export-Gesellschaft vom 1. Juli 1895

Das Unternehmen wurde 1895 als 1. Centralschweizerische Natur-Milch-Exportgesellschaft durch 28 Genossenschafter der Käserei Hochdorf gegründet und 1899 in Schweizerische Milchgesellschaft umbenannt.
Rund 100 Jahre später, im Jahr 2000, erfolgte die Umbenennung in Hochdorf Nutritec AG. 2003 erwarb das Unternehmen die Multiforsa AG in Steinhausen sowie die Schweizerische Milch-Gesellschaft AG in Sulgen.
2006 wurden die mittlerweile sieben Gruppengesellschaften unter dem Dach der Hochdorf Holding reorganisiert sowie der Marktauftritt unter dem Namen Hochdorf vereinheitlicht. Die im Bereich der Tiergesundheit tätige Multiforsa AG wurde 2007 an die Vital Holding GmbH verkauft. Per Anfang 2009 wurden die beiden Tochtergesellschaften Hochdorf Nutrifood und Hochdorf Nutrition zusammengelegt.
2011 wurde die Hochdorf Nutrimedical AG gegründet, und 2013 wurde sie verkauft.
Im September 2014 kündigte Hochdorf die Übernahme eines Anteils von 60 % der ostdeutschen Molkerei Uckermärker Milch GmbH an, sie soll zum Jahresbeginn 2015 vollzogen sein. Ebenso übernommen werden je 26 % (Sperrminorität) an der Ostmilch Handels GmbH (diese ist Vermarkterin der Uckermärker Milch-Produkte und hält die restlichen 40 % der GmbH) und an zwei mit dieser verbundenen Frischdienst-Gesellschaften. Das Trockenmilchwerk soll zur Produktion von Babynahrung für Absatzmärkte in Europa, Mittel- und Südamerika ausgebaut werden, wofür die bisherigen Hochdorf-Kapazitäten nicht mehr ausreichten. Per Ende Februar 2020 hat Hochdorf ihre 60 %-Beteiligung an die Ostmilch verkauft. Das Milchproteinwerk in Medeikiai (Litauen) wurde indes bereits im Mai 2018 verkauft.
Zum Jahresende 2014 übernahm Hochdorf den deutschen Weizenkeimverarbeiter Marbacher Ölmühle in Marbach am Neckar mit einem Umsatz von knapp 10 Millionen Euro (2013). Zum Jahresende 2020 wurde die Marbacher Ölmühle GmbH wieder veräussert. Im April 2018 wurde die auf Babynahrung spezialisierte Bimbosan AG, mit Sitz in Welschenrohr, übernommen. 2021 wurde deren Sitz nach Hochdorf verlegt und mit der HOCHDORF Swiss Nutrition AG fusioniert. Die Produktion in Welschenrohr wurde indes geschlossen. Inzwischen wird Bimbosan-Babynahrung auch aus Ziegenmilch hergestellt.
Anfang 2019 hat Hochdorf die Aktienmehrheit (56,12 Prozent) der Thur Milch AG übernommen. Bisher waren 17,65 Prozent der Aktien im Besitz von Hochdorf. In Folge haben ein Drittel der Lieferanten bei der Thur Milch Ring AG gekündigt. Ausserdem besass Hochdorf bis Ende 2019 51 Prozent an der tunesischen Vermarktungsorganisation Pharmalys Laboratories SA. 2019 erwirtschaftete Hochdorf einen Reinverlust von rund 271,4 Millionen Franken.
Im August 2021 teilte Hochdorf mit, dass die Produktion in Hochdorf bis Ende 2023 schrittweise eingestellt und mehr als hundert Stellen abgebaut werden. Das Areal in Hochdorf soll verkauft und die Produktion in Sulgen gebündelt werden. Konzernleitung und Verwaltung bleiben in Hochdorf. Schliesslich hat die Hochdorf-Gruppe und ihre Pensionskasse die Grundstücke und das Areal in Hochdorf für insgesamt 60,2 Millionen Franken an die Gemeinde verkauft. Der Vollzug der Transaktion ist per 30. Dezember 2021 vorgesehen. Die Hochdorf-Gruppe wird somit zur Mieterin dieser Grundstücke. Im September 2023 wurde bekannt, dass der Standort in Hochdorf noch bis 2026 erhalten werden soll. Im März 2024 wurde bekannt, dass Hochdorf verkauft werden soll. Im April 2024 wurde bekannt, dass der italienische Lebensmittelkonzern Newlat knapp 11 Prozent des Aktienkapitals übernommen hat. An der Generalversammlung vom 15. Mai 2024 wurde der bisherige Verwaltungsrat für ein weiteres Amtsjahr bestätigt. Newlat wollte dabei den gesamten Verwaltungsrat mit eigenen Kandidaten ersetzen.
Im August 2024 vereinbarte die Hochdorf Holding den Verkauf ihrer operativen Tochtergesellschaft Hochdorf Swiss Nutrition an den britisch-schweizerischen Finanzinvestor AS Equity Partners und ging in provisorische Nachlassstundung. An der ausserordentlichen Generalversammlung vom 18. September 2024 haben die Aktionäre u. a. dem Verkauf der Hochdorf Swiss Nutrition AG zugestimmt, ebenso dem Namenswechsel der Holding auf HOCN AG sowie der Dekotierung der Namenaktien von der Schweizer Börse.

## Besitzverhältnisse
Stand: 28. August 2022

Der Hauptaktionär der Hochdorf-Gruppe ist mit 20 % Amir Mechria, der Besitzer der Pharmalys Laboratories SA. Er wurde durch die Wandelung von Dreiviertel seiner Pflichtwandelanleihen zum Hauptaktionär der Hochdorf-Gruppe. Weitere Aktionäre sind ZMP Invest AG (18 %; eine 100%ige Tochtergesellschaft der Zentralschweizer Milchproduzenten und Mehrheitsaktionärin des grössten Schweizer Milchverarbeitungsunternehmens Emmi AG), Bermont Investments Ltd. (British Virgin Islands) (14,6 %), Innovent Holding AG der Wollerauer Familie Weiss (5,58 %), HOCHDORF Holding AG (1,38 %), Quaero Capital SA (1,14 %), Credit Suisse Asset Management (Schweiz) AG (0,76 %), Dimensional Fund Advisors LP  (0,73 %), UBS Asset Management Switzerland AG (0,33 %) und Pictet Asset Management SA (0,11 %).

## Sonstiges
- Alleine im Jahr 2015 kassierte die Hochdorf-Gruppe 11,2 Millionen Franken an staatlichen Exportsubventionen.[37]
- Die Hochdorf Holding ist Mitglied bei der IG Bio.[38]